# Jausiers
Jausiers – miejscowość i gmina we Francji, w regionie Prowansja-Alpy-Lazurowe Wybrzeże, w departamencie Alpy Górnej Prowansji.

## Demografia
Według danych na rok 1990 gminę zamieszkiwało 860 osób, a gęstość zaludnienia wynosiła 8 osób/km². w styczniu 2015 r. Jausiers zamieszkiwało 1168 osób, przy gęstości zaludnienia wynoszącej 10,9 osób/km².